# The Real Thing (2 Unlimited)
The Real Thing is een nummer van het Belgisch-Nederlandse Eurodance project 2 Unlimited.. Op 9 mei 1994 werd het nummer zowel op cd-single als op 7" en 12" vinylsingle uitgebracht.
Op de B-kant van de 7" en 12" vinylsingle single stonden een trance-, extended en tribalversie van het nummer.
Het nummer verscheen op het album Real Things uit 1994.
Het nummer werd ook in de film Flodder 3 uit 1995 gebruikt.

## Achtergrond
De single werd een hit in Europa en Oceanië. In Australië werd de 39e positie bereikt en in Nieuw-Zeeland de 22e. In Finland, Litouwen en de Eurochart Hot 100 werd de nummer 1-positie behaald, Duitsland, Zwitserland en Zweden de 2e, Oostenrijk de 7e positie.
In Nederland was de single in week 20 van 1994 Alarmschijf op Radio 538 en Megahit op Radio 3FM en werd een gigantische hit. De single bereikte de nummer 1-positie in zowel de Nederlandse Top 40 op Radio 538 als de destijds nieuwe publieke hitlijst; de Mega Top 50 op Radio 3FM.
In België bereikte de single de 2e positie in de voorloper van de Vlaamse Ultratop 50 en de 3e positie in de Vlaamse Radio 2 Top 30. In Wallonië werd géén notering behaald.

## Medewerkers
- Jean-Paul De Coster, producent
- Phil Wilde, producent
- Ray Slijngaard, rapper
- Anita Doth, zangeres

## Hitnoteringen

### Nederlandse Top 40
| Hitnotering: 21-05-1994 t/m 30-07-1994 | Hitnotering: 21-05-1994 t/m 30-07-1994 | Hitnotering: 21-05-1994 t/m 30-07-1994 | Hitnotering: 21-05-1994 t/m 30-07-1994 | Hitnotering: 21-05-1994 t/m 30-07-1994 | Hitnotering: 21-05-1994 t/m 30-07-1994 | Hitnotering: 21-05-1994 t/m 30-07-1994 | Hitnotering: 21-05-1994 t/m 30-07-1994 | Hitnotering: 21-05-1994 t/m 30-07-1994 | Hitnotering: 21-05-1994 t/m 30-07-1994 | Hitnotering: 21-05-1994 t/m 30-07-1994 | Hitnotering: 21-05-1994 t/m 30-07-1994 | Hitnotering: 21-05-1994 t/m 30-07-1994 |
| Week                                   | 1                                      | 2                                      | 3                                      | 4                                      | 5                                      | 6                                      | 7                                      | 8                                      | 9                                      | 10                                     | 11                                     |                                        |
| -------------------------------------- | -------------------------------------- | -------------------------------------- | -------------------------------------- | -------------------------------------- | -------------------------------------- | -------------------------------------- | -------------------------------------- | -------------------------------------- | -------------------------------------- | -------------------------------------- | -------------------------------------- | -------------------------------------- |
| Nummer                                 | 15                                     | 7                                      | 4                                      | 2                                      | 1                                      | 1                                      | 2                                      | 4                                      | 13                                     | 21                                     | 28                                     | uit                                    |

### Mega Top 50
| Hitnotering: 28-05-1994 t/m 13-08-1994 | Hitnotering: 28-05-1994 t/m 13-08-1994 | Hitnotering: 28-05-1994 t/m 13-08-1994 | Hitnotering: 28-05-1994 t/m 13-08-1994 | Hitnotering: 28-05-1994 t/m 13-08-1994 | Hitnotering: 28-05-1994 t/m 13-08-1994 | Hitnotering: 28-05-1994 t/m 13-08-1994 | Hitnotering: 28-05-1994 t/m 13-08-1994 | Hitnotering: 28-05-1994 t/m 13-08-1994 | Hitnotering: 28-05-1994 t/m 13-08-1994 | Hitnotering: 28-05-1994 t/m 13-08-1994 | Hitnotering: 28-05-1994 t/m 13-08-1994 | Hitnotering: 28-05-1994 t/m 13-08-1994 | Hitnotering: 28-05-1994 t/m 13-08-1994 |
| Week                                   | 1                                      | 2                                      | 3                                      | 4                                      | 5                                      | 6                                      | 7                                      | 8                                      | 9                                      | 10                                     | 11                                     | 12                                     |                                        |
| -------------------------------------- | -------------------------------------- | -------------------------------------- | -------------------------------------- | -------------------------------------- | -------------------------------------- | -------------------------------------- | -------------------------------------- | -------------------------------------- | -------------------------------------- | -------------------------------------- | -------------------------------------- | -------------------------------------- | -------------------------------------- |
| Nummer                                 | 13                                     | 2                                      | 1                                      | 1                                      | 2                                      | 4                                      | 6                                      | 8                                      | 17                                     | 28                                     | 38                                     | 48                                     | uit                                    |